# خلیج نهنگ‌ها
خلیج نهنگ‌ها (انگلیسی: Bay of Whales) یک بندرگاه طبیعی تشکیل شده از یخ‌ها می‌باشد، مکان آن در تورفتگی زمینهٔ جلوی یخ‌تاق راس و در شمال جزیرهٔ روزولت قطب جنوب می‌باشد، این منطقه جنوبی‌ترین منطقه از اقیانوس باز نه تنها از دریای راس بلکه در سراسر جهان است، دریای راس به سمت جنوب ادامه پیدا می‌کند تا جایی که به ساحل گولد ختم می‌گردد، در حدود ۲۰۰ مایل (۳۲۰ کیلومتر) از قطب جنوب اما بیشتر این منطقه توسط یخ‌تاق راس به جای دریای باز پوشیده شده است.

## نگارخانه

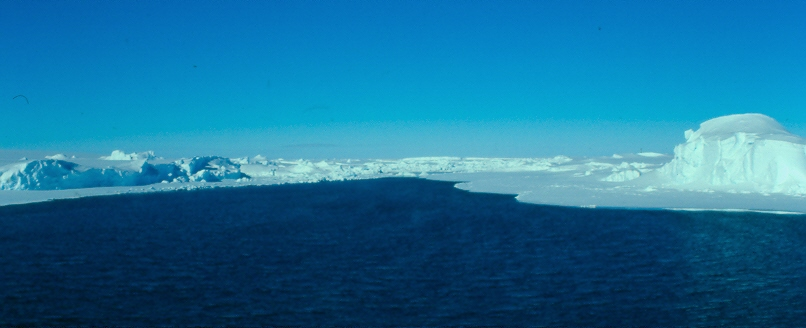
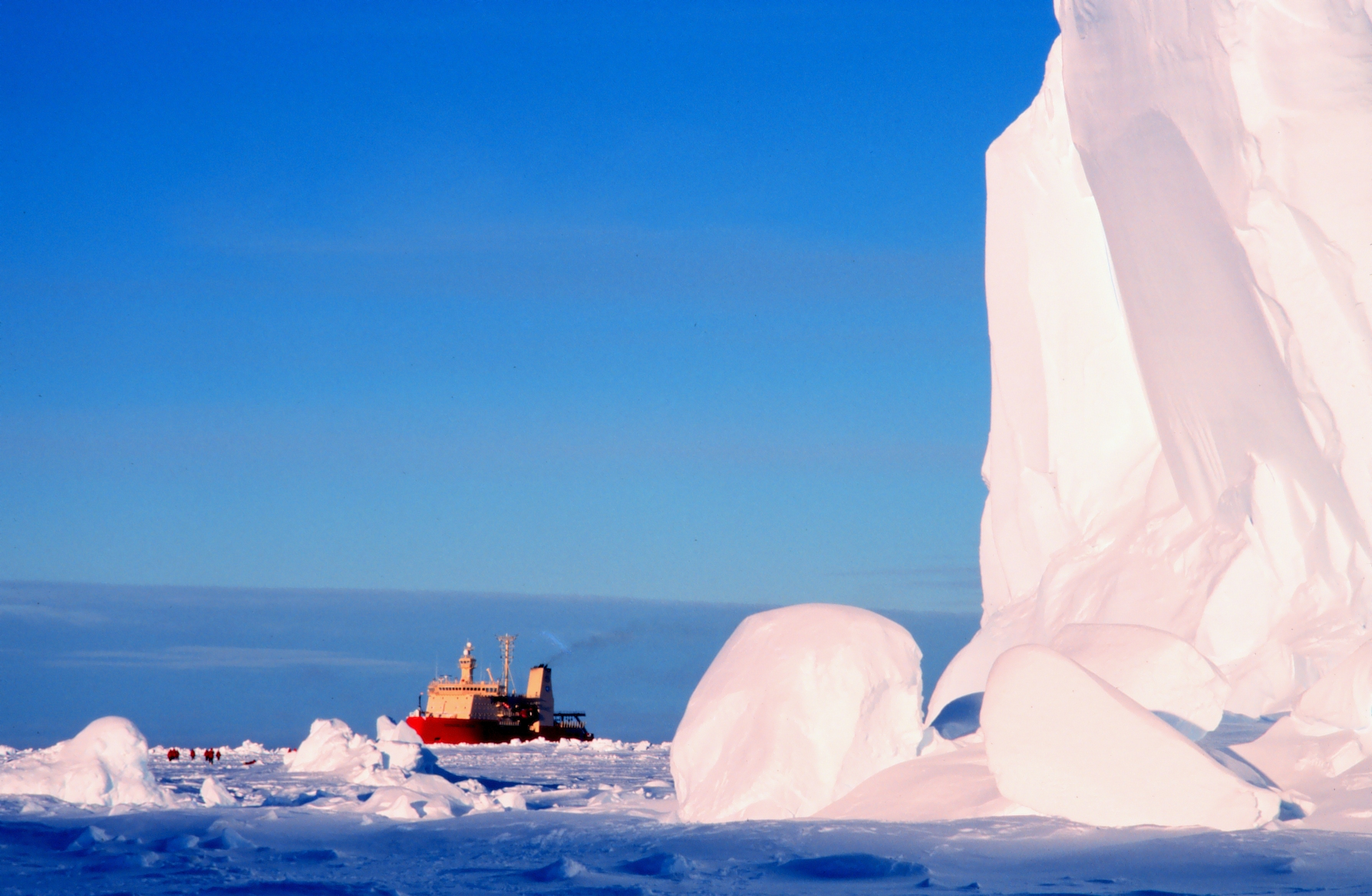